# Soy paciente
Soy paciente  es una película en color Argentina producida en 1986, dirigida por Rodolfo Corral, que quedó sin terminar por razones económicas. Tuvo como protagonistas a Paco Jamandreu, Norman Briski, Oscar Martínez y Gabriela Acher.

## Antecedentes
Basada en el guion de Ana María Shua, nacida en Buenos Aires el 22 de abril de 1951 con nombre verdadero Ana María Schoua, que en 1980 ganó el premio de la editorial Losada con su primera novela Soy Paciente.
El director Rodolfo Corral había realizado anteriormente, además de cortometrajes, el largometraje documental El tango en el cine  (1979).

## Sinopsis
Rodolfo Corral  declaró a La Nación respecto de la película el 25 de junio de 1986:

”La visión es la que proporciona el humor…y en algunos casos el absurdo. Hay algún rasgo de humor negro al modo de Frank Capra, que no busca herir ni tiene aristas sórdidas. Diría que es un humor sereno….a mí me sirvió como vehículo para retratar un modo de ver muy argentino.”

## Reparto
- Paco Jamandreu
- Norman Briski
- Oscar Martínez
- Gabriela Acher
- Jorgelina Aranda
- Rubén Rada
- Rodolfo Ranni
- Stella Maris Matute
- Liliana Pécora
- Nelly Fontán
- Gladys Florimonti
- Carlos Davis